# 馬爾魏爾湖 (貝加特羅伊特)
47°50′19″N 9°46′08″E / 47.83852°N 9.76899°E
馬爾魏爾湖（德語：Mahlweiher），是德國的湖泊，位於該國西南部，由巴登-符騰堡州負責管轄，處於貝加特羅伊特，長0.3公里、寬0.1公里，面積0.01平方公里，海拔高度598米，平均水深1.2米，最大水深2.4米，水體容量1.5萬立方米。